# Eric Zetterman
Karl Per Eric Zetterman, född 3 september 1886 i Stockholm, död 16 januari 1963 i Göteborg, var en svensk opera- och operettsångare (baryton).

## Biografi
Eric Zetterman var son till konsertsångaren Karl Fredrik Zetterman och Charlotta Forsman. Efter avslutade skolstudier anställdes han 1907 som korist vid Oscarsteatern i Stockholm, varefter han var engagerad som skådespelare och sångare vid olika landsortssällskap såsom Carl Barcklinds och John Lianders och därefter vid Folkteatrarna i Stockholm och Göteborg. Sin huvudsakliga verksamhet kom dock Zetterman att ha vid Stora teatern i Göteborg, där han var engagerad från 1923. Zetterberg blev en av Göteborgs mest uppburna och omtyckta artister, särskilt uppskattad för sina burleska roller i operetterna. Men även inom den seriösa operarepertoaren var Zetterman flitigt verksam. Bland hans roller inom operarepertoaren märks titelrollen i Mozarts Don Juan, greve Almaviva i Figaros bröllop, Valentin i Faust, översteprästen Ramphis i Aida, herr Ström i Muntra fruarna i Windsor och Tommaso i Låglandet. Eric Zetterman är begravd på Östra kyrkogården i Göteborg.

## Teater

### Roller
| År   | Roll | Produktion                                                           | Regi       | Teater           |
| ---- | ---- | -------------------------------------------------------------------- | ---------- | ---------------- |
| 1915 |      | Restaurant Pumpen, eller Tjocka Berthas bröllop, revy Emil Norlander | Emil Adami | Kristallsalongen |